# Labarthe-sur-Lèze
Labarthe-sur-Lèze är en kommun i departementet Haute-Garonne i regionen Occitanien i södra Frankrike. Kommunen ligger i kantonen Portet-sur-Garonne som tillhör arrondissementet Muret. År 2022 hade Labarthe-sur-Lèze 6 467 invånare.

## Befolkningsutveckling
Antalet invånare i kommunen Labarthe-sur-Lèze
Referens:INSEE